# Rhipidia (Rhipidia) unipectinata
Rhipidia (Rhipidia) unipectinata is een tweevleugelige uit de familie steltmuggen (Limoniidae). De soort komt voor in het Neotropisch gebied.